# CIAC
Die Corporación de la Industria Aeronáutica Colombiana S.A. (deutsch Gesellschaft der Luftfahrtindustrie Kolumbiens S.A., CIAC) ist eine staatliche Organisation, die am 9. Mai 1956 per Gesetz gegründet wurde, damit die Flugzeuge der kolumbianischen Luftwaffe im Land repariert und auch selbst Luftfahrzeuge produziert werden können. 
Zwischenzeitlich werden auch Flugzeuge umgebaut bzw. modernisiert und Ersatzteile gefertigt. Im Jahr 2008 ging die CIAC eine Partnerschaft mit Indumil (Industria Militar Colombiana) ein, um gemeinsam die Drohne Iris zu entwickeln. 2009 kam dann noch das Joint Venture mit Lancair hinzu, das die Mitwirkung bei der Entwicklung und den Zusammenbau der von Lancair gelieferten Bausätze für die CIAC T-90 Calima sowie deren Weiterentwicklung umfasste. Zwischenzeitlich ist das Unternehmen auch mit der Zulieferung von Teilen für die Embraer KC-390 beschäftigt.